# Efemere
Efemere este un film românesc din 1967 regizat de Dona Barta.